# スーパーワイド
『スーパーワイド』は、1992年10月5日から1996年5月31日まで、平日14:00 - 15:55（JST、一部地域は15:00 - 15:55）にTBS系列で生放送されていたワイドショーである。

## 概要
前番組『3時にあいましょう』から放送時間を1時間拡大して、リニューアルスタートした。ただし、番組オープニングBGM・番組終了前のステーションブレイク直前の提供バックに使用されるBGMは『スーパーワイド』開始時に使われていたエンディングテーマ『Season of Glass～ガラスの季節～』（festa mode）のサビ部分をアレンジしたインストゥルメンタルのBGMで、CMアイキャッチBGMは末期の『3時にあいましょう』エンディングテーマ『あなたのままで』（MIEKO）のアレンジがそのまま流用して使われていた。
時間拡大の影響で当番組と同じTBSビジョン(TBS-V）が制作協力していた土曜夕方の『料理天国』が1992年9月26日の放送で終了した。
初代司会者は、終了時点の『3時にあいましょう』からそのまま続投した蓮舫・岡田泰典（当時TBSアナウンサー）と新規加入の亀和田武である。後に蓮舫の位置は1993年4月に宮崎総子、岡田の位置は1994年10月に宮澤祐介と交代している。
宮崎総子は1972年4月3日から1984年5月4日まで同じTBSで『モーニングジャンボ奥さま8時半です』の司会を担当していたが、『スーパーワイド』とは全く違うスタッフ（東京ビデオセンターなど）が制作していた。
なおTBS平日14:00開始のワイドショーは、1972年4月から1975年3月放送の『もしもしスタジオ』（30分。一時40分の時もあり）以来の事。
1990年代前半はテレビ東京を除く民放各局で午後のワイドショーを放送していたが、『スーパーワイド』はそんな熾烈極まる激戦の中、1993年 - 1994年ごろまでは視聴率もトップを維持していた。
番組打ち切りの決定的な出来事として、前番組『3時にあいましょう』の番組制作において、オウム真理教による坂本弁護士一家殺害事件の発端となる「TBSビデオ問題」が発覚したことで、国民世論からTBSに対して社会的・倫理的な批判が集中したため、TBSが報道系ワイドショー番組から完全撤退を宣言し、同番組は改編期まで持ち応えられず、急遽1996年5月31日をもって終了した。また、これらビデオ問題の発覚は系列にも波紋が広がり、ネット局によっては同番組放送時間を1時間に縮小（15時台のみ放送）・番組の放送自体を打ち切った局もあった。最終回は打ち切りの経緯もあってか番組の歴史を振り返る特別企画などは設けられず通常の内容で締めくくったが（最後に司会の3人から挨拶があった程度）、「先読み編集局」では夕刊紙の一社が大木を労う記事を掲載しており、それを紹介した。
この不祥事によりTBS及びネット局では約4か月間、2時間帯を再放送など（実質つなぎ番組）で埋めていたが、準備を経て1996年9月30日から脱報道系ワイドショーを図った生放送の生活情報系ワイドショー（生活情報番組）『素敵なあなた』を15:00から開始した。また、この件を受けて毎日放送は、本番組のフルネット化に際して途絶えていた14時台の自社製作ワイドショー枠を復活させ、『はーい!昼ナマ』を開始した。
テロップは1993年3月まで『3時にあいましょう』と同じであったが、1993年4月下旬頃からは、写植のテロップカード（手書きテロップ含む）と文字発生機（テロッパー）の組み合わせへ変更となった。また、1994年10月の放送センター稼動に合わせスタジオが2度目の変更となったが、この際、それまで使用していた文字発生機を一旦廃止（テロップ作成をTBS社内のCG室に集約）したものの、諸事情からおよそ1週間で文字発生機の使用が再開されることとなり、副調整室内の空きスペースに設営され、番組終了まで使用された。ちなみに、この文字発生機はその後、1998年9月28日開始の『ジャスト』でも芸能ニュースのテロップで使われていた。
編集は、1994年4月のTBS本社スタジオへ移動後、東放制作（現在のTBSスパークル）が行っていた（それまでは千代田ビデオが主に担当）。

## 司会者
| 期間          | 期間          | 司会者   | 司会者   | 司会者   |
| ------------- | ------------- | -------- | -------- | -------- |
| 1992年10月5日 | 1993年4月2日  | 蓮舫     | 亀和田武 | 岡田泰典 |
| 1993年4月5日  | 1994年9月30日 | 宮崎総子 | 亀和田武 | 岡田泰典 |
| 1994年10月3日 | 1996年5月31日 | 宮崎総子 | 亀和田武 | 宮澤祐介 |

- 蓮舫、岡田泰典は『3時にあいましょう』から続投。
- 岡田泰典、宮澤祐介はTBSアナウンサー（当時）。

## コメンテーター

### 1992年10月 - 1993年3月
隔週出演者が多かったが、山崎哲・大澤孝征・塩田丸男・佐藤直子・ピーコは原則毎週出演していた。
| - 月曜：中山大三郎 - 火曜：山崎哲・大澤孝征 - 水曜：鴨下信一 - 木曜：塩田丸男 - 金曜：前田武彦・佐藤直子・ピーコ | - 月曜：大島渚 - 火曜：大澤孝征 - 水曜：軍司貞則 - 木曜：塩田丸男 - 金曜：山崎哲・渡部多嘉雄・佐藤直子・ピーコ |

### 1993年4月 - 9月
隔週出演者が多かったが、山崎哲・大澤孝征・塩田丸男・ピーコは原則毎週出演していた。
| - 月曜：中山大三郎 - 火曜：山崎哲・大澤孝征 - 水曜：鴨下信一 - 木曜：塩田丸男 - 金曜：前田武彦・高橋慶彦・ピーコ | - 月曜：大島渚 - 火曜：大澤孝征 - 水曜：軍司貞則 - 木曜：塩田丸男 - 金曜：山崎哲・渡部多嘉雄・ピーコ |

### 1993年10月 - 1994年3月
隔週出演者が多かったが、山崎哲・大澤孝征・塩田丸男・ピーコは原則毎週出演していた。
| - 月曜：中山大三郎 - 火曜：山崎哲・大澤孝征 - 水曜：鴨下信一 - 木曜：塩田丸男 - 金曜：前田武彦・麻世れいら・高橋慶彦・ピーコ | - 月曜：大島渚 - 火曜：大澤孝征 - 水曜：軍司貞則 - 木曜：塩田丸男 - 金曜：山崎哲・渡部多嘉雄・ピーコ |

### 1994年4月 - 9月
隔週出演者が多かったが、山崎哲・大澤孝征・塩田丸男・ピーコは原則毎週出演していた。
| - 月曜：中山大三郎 - 火曜：山崎哲・大澤孝征 - 水曜：鴨下信一 - 木曜：塩田丸男 - 金曜：前田武彦・高橋慶彦・ピーコ | - 月曜：大島渚 - 火曜：大澤孝征 - 水曜：軍司貞則 - 木曜：塩田丸男 - 金曜：山崎哲・麻世れいら・渡部多嘉雄・ピーコ |

### 1994年10月 - 1995年3月
隔週出演者が多かったが、山崎哲・大澤孝征・塩田丸男・ピーコは原則毎週出演していた。
| - 月曜：中山大三郎 - 火曜：山崎哲・大澤孝征 - 水曜：鴨下信一 - 木曜：塩田丸男 - 金曜：前田武彦・呉小芸・ピーコ | - 月曜：大島渚 - 火曜：大澤孝征 - 水曜：軍司貞則 - 木曜：塩田丸男 - 金曜：山崎哲・渡部多嘉雄・ピーコ |

### 1995年4月 - 9月
隔週出演者が多かったが、大澤孝征・ピーコは原則毎週出演していた。
| - 月曜：山崎哲 - 火曜：大澤孝征 - 水曜：鴨下信一 - 木曜：塩田丸男 - 金曜：中山大三郎・ピーコ | - 月曜：大島渚 - 火曜：大澤孝征 - 水曜：軍司貞則 - 木曜：山野路子 - 金曜：渡部多嘉雄・ピーコ |

### 1995年10月 - 1996年3月
隔週出演者が多かったが、大澤孝征・ピーコは原則毎週出演していた。
| - 月曜：山崎哲 - 火曜：大澤孝征 - 水曜：二木啓孝 - 木曜：塩田丸男 - 金曜：中山大三郎・ピーコ | - 月曜：大島渚 - 火曜：大澤孝征 - 水曜：軍司貞則 - 木曜：山野路子 - 金曜：渡部多嘉雄・ピーコ |

### 1996年4月 - 5月
隔週出演者が多かったが、山崎哲・大澤孝征・ピーコは原則毎週出演していた。
| - 月曜：山崎哲 - 火曜：大澤孝征 - 水曜：二木啓孝 - 木曜：塩田丸男 - 金曜：中山大三郎・ピーコ | - 月曜：山崎哲 - 火曜：大澤孝征 - 水曜：軍司貞則 - 木曜：山野路子 - 金曜：渡部多嘉雄・ピーコ |

### 代理のコメンテーター
- 小中陽太郎：レギュラーコメンテーターが本業による予定等で欠席になった場合の出演。

## レギュラーコーナー

### 本日発先読み編集局（平日14時台）
- 大木凡人（番組では「凡ちゃん」名義）
  - 2000年代以降の午後のワイドショーで多く放送される、夕刊コーナーの先駆けともいえるもの[注 3]。スポーツ紙の夕刊（主に東京スポーツ、内外タイムス[注 4]）を紹介していた。番組での名前テロップにはコーナーの放送時間に因んで、午後2時半の男と表示され、コーナーの終わりには必ず「以上です、編集長!」というフレーズで締めくくって、司会者に振っていた。

### ワイドショー今日は何の日（平日15時台）
- 大木凡人
  - このコーナーは、1993年10月から1995年3月まで行われていた。
  - 過去のその日に起こった芸能の話題を紹介するものであった。ちなみに、15時台の名前テロップは何の日マンと表示された。

### 辛口ピーコのファッションチェック（毎週金曜15時台）
- ピーコ
  - ｢辛口ピーコのファッションチェック｣のコーナーは、前番組『3時にあいましょう』より続いていた。
  - 稀ではあるが、数回火曜日に行われることもあった。
  - TBSでのファッションチェックは本番組で一旦終了し、その直後にフジテレビ『ビッグトゥデイ』・『2時のホント』に移行され、これら番組の終了後、再びTBSの『ジャスト』で4年ぶりに復活した。

### きく姫の!爆笑突撃ご訪問（毎週1回15時台）
- 林家きく姫
  - 林家きく姫は各自宅へ訪問すると必ず冷蔵庫の中身と寝室のベッドをチェックしていた。

### その他のコーナー
- 密着24時（毎週1回15時台）
- 芸能フラッシュ（平日14時台から15時台にかけて）

## ニュースコーナー
｢3時にあいましょう｣まではTBS報道局から伝えていたが、当番組からは1994年3月まで千代田ビデオスタジオ、4月からはTBSのスタジオから伝えていた。

### 1992年10月 - 1996年3月
- 奈良陽（当時TBS報道記者、1993年10月以降『JNNニュース1130』と兼務（担当平日は該当記事を参照））

### 1996年4月 - 5月
- 松永邦久（当時TBSアナウンサー）
- 長峰由紀（当時TBSアナウンサーで2023年3月いっぱいで退社した。）

## リポーター
- 川内朋子（元日本テレビ『キャッチ』芸能リポーター）
- 竹下典子
- あべかすみ（番組終了後はテレビ朝日などの芸能リポーター・芸能デスク）
- 本田信一郎（番組終了後はフジテレビ『ビッグトゥデイ』リポーター）
- 羽田真（番組終了後はフジテレビ『ビッグトゥデイ」リポーター）
- 山崎寛代（番組終了後はテレビ朝日『スーパーモーニング』『モーニングバード 』『羽鳥慎一モーニングショー』などの芸能リポーター）
- 駒井千佳子（番組終了後は日本テレビ・読売テレビ『ザ・ワイド』・読売テレビ『情報ライブ ミヤネ屋』などの芸能リポーター）
- 吉田彩子
- 小谷紀恵子
- 井上加寿子
- 堀真奈美
- 石川三枝

## スタジオ
この番組は、1992年10月から1994年3月までは、前身番組「3時にあいましょう」からの流れで、東京都千代田区北の丸公園にある、科学技術館内の千代田ビデオスタジオから生放送していた。科学技術館の館内には社会情報局の部署の一つである千代田分室もあった（前述のビデオ問題はこの分室で起こった）。
1994年4月からは、赤坂のTBS本社テレビ局舎（旧局舎）Fスタジオ（『ビッグモーニング』・『筑紫哲也ニュース23』と一部共有）に移転。さらに、半年後の1994年10月3日からは、10月3日に運用を開始したTBS放送センター（ビッグハット）のCスタジオに移転された。その後1996年4月からは、Dスタジオへ移り、最終回まで続いた。

## 歴代エンディングテーマ曲
- 1992年10月 - 1993年3月：festa mode「Season of glass」
  - オープニングは番組終了まで一貫して同曲をアレンジしたインストゥルメンタル版が使われていた。最終回のエンディングもこれが使われた。
- 1993年4月 - 6月：都はるみ「あなたの隣を歩きたい」
- 1993年7月 - 9月：はやせひとみ「母のない子がするように」
- 1993年10月 - 1994年3月：festa mode「Season of glass」
- 1994年4月 - 6月：又紀仁美「ときに振り向いて聴かせて」
- 1994年7月 - 9月：高橋則子「想い出が雨に濡れないように…」
- 1994年10月 - 1995年9月：宝ひとみ「南京へ来来（ライライ）」
- 1995年10月 - 12月：石嶺聡子「花」
- 1996年1月 - 3月：椎名恵「がんばれ!」
- 1996年4月 - 5月：森山良子「かくれ恋人」

## スタッフ
構成作家
- 筏井正樹
- 菊池裕一
- 鈴木桂
- 松井宏夫

最終回放送時（1996年5月31日金曜日）
- プロデューサー：成田朝人、木元真一郎
- 構成：松井宏夫、菊池裕一
- 技術：伊東敏彦
- TD：太田英夫
- VE：渡辺和美
- 音声：若林閧夫
- 照明：ティエルシー
- 編集：東放制作
- 効果：サウンズアート
- 美術プロデューサー：山田榮
- 美術デザイナー：古川雅之
- 美術制作：中川広美
- TK：高濱喜代子、由田佳奈子
- タイトル：松崎淳
- スタイリスト：from up
- 芸能デスク：中島亨兵
- ディレクター：熊田辰男、相崎忠昭、佐々木信行、簾󠄀内政之、関根奏、小松修、兼島誠、堀金正治、田口悦子、馬目慎一、田中千佳世、加治佐謙一、服部健、土屋光司、岡安直子
- 美術協力：アックス
- 制作協力：（最終日当日）ラダック、ペック、（他の曜日）TBSビジョン（TBS‐V、現在のTBSスパークル)、泉放送制作
- チーフプロデューサー：土屋克己
- 制作：島崎忠雄
- 製作著作：TBS

過去の主なスタッフ
- 多良寛則（TBS制作、『3時にあいましょう』から継続。1995年頃に『モーニングEye』の制作へ島崎忠雄と入れ替わりで移籍。オウム真理教のTBSビデオ問題で懲戒解雇）
- 須賀和晴（TBSプロデューサー、『噂の!東京マガジン』プロデューサーなどを担当）
- 恩蔵章雄（TBS‐V芸能デスク、『3時にあいましょう』元チーフディレクター、1996年4月30日のTBSビデオ問題検証番組で1989年当時のスタッフとして出演）
- 三浦明（TBS‐Vディレクター、『3時にあいましょう』元スタッフ、1996年4月30日のTBSビデオ問題検証番組で1989年当時のスタッフとして出演）
- 二階堂栄作（TBS‐Vディレクター、『ビッグモーニング』スポーツコーナー元ディレクター）
- 鴨下潔（TBS‐Vディレクター、TBSドラマディレクター鴨下信一の息子。2025年5月現在、TBSスパークル取締役）
- 土屋克己（TBSチーフプロデューサー、『ビッグモーニング』元プロデューサー）
- 中島亨兵（芸能デスク、番組終了後テレビ朝日『スーパーモーニング』などの芸能デスク）
- 加治佐謙一（ディレクター、番組終了後フジテレビ芸能デスクとして『直撃LIVE グッディ!』などに出演

## ネット局
- ネット形態について（放送終了時点）
  - 〇…同時フルネット
  - △…15:00飛び乗り
- ●は毎日放送制作の『レインボー』から本番組のフルネットに移行した局。

| 放送対象地域  | 放送局             | ネット形態 | 備考                                                              |
| ------------- | ------------------ | ---------- | ----------------------------------------------------------------- |
| 関東広域圏    | 東京放送           | 制作局     | 現：TBSテレビ                                                     |
| 北海道        | 北海道放送         | △          | 1993年10月4日 - 1994年9月30日はフルネット                         |
| 青森県        | 青森テレビ         | ◯          | 1996年4月1日からフルネット                                        |
| 岩手県        | IBC岩手放送        | ◯          | 1995年6月22日までの社名は「岩手放送」 1993年10月4日からフルネット |
| 宮城県        | 東北放送           | △          | ●1993年10月4日 - 1996年3月29日はフルネット                        |
| 福島県        | テレビユー福島     | ◯          | 1993年4月5日からフルネット                                        |
| 山形県        | テレビユー山形     | △          |                                                                   |
| 山梨県        | テレビ山梨         | △          |                                                                   |
| 長野県        | 信越放送           | △          | ●1993年4月5日 - 1996年3月19日はフルネット                         |
| 新潟県        | 新潟放送           | ◯          | 1993年7月1日からフルネット                                        |
| 静岡県        | 静岡放送           | ◯          | ●1993年4月5日からフルネット                                       |
| 中京広域圏    | 中部日本放送       | ◯          | 現：CBCテレビ ●1993年4月5日からフルネット                         |
| 富山県        | チューリップテレビ | ◯          | 1993年3月29日からフルネット                                       |
| 石川県        | 北陸放送           | ◯          | 1993年10月4日からフルネット                                       |
| 近畿広域圏    | 毎日放送           | ◯          | ●1993年10月4日からフルネット                                      |
| 鳥取県 島根県 | 山陰放送           | ◯          | 1993年10月4日放送開始 1996年4月1日からフルネット                  |
| 岡山県 香川県 | 山陽放送           | ◯          | 現：RSK山陽放送 ●1993年10月4日からフルネット                      |
| 広島県        | 中国放送           | ◯          | ●1993年10月4日からフルネット                                      |
| 愛媛県        | あいテレビ         | ◯          | 開始当初からフルネット                                            |
| 高知県        | テレビ高知         | ◯          | 1996年4月1日からフルネット                                        |
| 福岡県        | RKB毎日放送        | ◯          | 1993年10月4日からフルネット                                       |
| 長崎県        | 長崎放送           | △          |                                                                   |
| 大分県        | 大分放送           | △          |                                                                   |
| 熊本県        | 熊本放送           | ◯          | ●1993年10月4日からフルネット                                      |
| 宮崎県        | 宮崎放送           | ◯          | 1993年4月1日放送開始 1993年10月7日からフルネット                  |
| 鹿児島県      | 南日本放送         | ◯          | 1993年1月6日からフルネット                                        |
| 沖縄県        | 琉球放送           | ◯          | 1995年10月2日からフルネット                                       |

### ネット局に関する備考
- ネット局では1993年10月から、15:00 - 15:55放映局→14:00 - 15:55放映局（フルネット）に多くの局で移行した。その理由として1992年10月の放送開始当初は、在阪準キー局の毎日放送が14時台に自社が制作するワイドショーの『レインボー』を放送していたため、系列によっては14時台に本番組ではなく、『レインボー』をネットしていた局も多かったためである。また、それ以外の局でも自社制作のローカル番組や他系列の番組を放送していた。その後、1993年10月に毎日放送が自社制作としての午後のワイドショーから一旦撤退したため、ほぼ全国的に本番組の放送時間が14:00開始に統一した。

- 15時台の丁度に画面隅に番組タイトルを表示させ、飛び乗り部分が用意されていた。当初は14時台のオープニングで放送されたトップニュースを15時台をまたぐ形で再び放送し、その中に飛び乗りポイントを設ける形だった。タイトルや氏名テロップの表示はあったものの、テーマ曲を流したり飛び乗り局に向けた挨拶は一切なかった。末期には飛び乗り局が激減して配慮する必要が薄れたことと、14時台に最後の夕刊コーナーが好評のため徐々に拡大して15時台をまたぐことが多くなったことから、コーナー途中に番組タイトルの字幕が出て、担当の大木凡人が記事紹介を中断し「夕刊記事を紹介しております」と言って、飛び乗り地域に配慮する形になった。

- 全編ローカルセールスでの放送だったため、中でも北陸放送では公立高校合格者発表・金沢百万石まつり中継がある場合は休止となっていたほか、1993年1月4日から8日までは『渡る世間は鬼ばかり』の再放送を14:00から15:55まで放送したため休止となった。

- 山陰放送、宮崎放送[31]は前番組『3時にあいましょう』をネットしていなかったため、本番組が15時台はTBS制作ワイドショー初のネットとなった。

- テレビ山口ではフジテレビ制作の『タイム3』→『タイムアングル』→『TVクルーズ となりのパパイヤ』→『3時ヨこい!』→『ビッグトゥデイ』を放送していたため、一度も放送されなかった。